# برونو ویسین‌تین
برونو ویسین‌تین (انگلیسی: Bruno Visintin; ۲۳ نوامبر ۱۹۳۲ – ۱۱ ژانویهٔ ۲۰۱۵) بوکسور اهل ایتالیا بود.